# Stenotarsus chiriquinus
Stenotarsus chiriquinus là một loài bọ cánh cứng trong họ Endomychidae. Loài này được Airow miêu tả khoa học năm 1920.